# Associazione Calcio Cesena 1969-1970
Questa pagina raccoglie le informazioni riguardanti l'Associazione Calcio Cesena nelle competizioni ufficiali della stagione 1969-1970.

## Rosa
| N. |                      | Ruolo | Calciatore           |
| -- | -------------------- | ----- | -------------------- |
|    | Italia (bandiera)    | D     | Paolo Ammoniaci      |
|    | Italia (bandiera)    | D     | Angelo Bernardini    |
|    | Italia (bandiera)    | C     | Fabio Bonini         |
|    | Italia (bandiera)    | D     | Giorgio Cantelli     |
|    | Italia (bandiera)    | C     | Marco Capecchi       |
|    | Argentina (bandiera) | C     | Luis César Carniglia |
|    | Italia (bandiera)    | D     | Giampiero Ceccarelli |
|    | Italia (bandiera)    | P     | Paolo Cimpiel        |
|    | Italia (bandiera)    | A     | Vito D'Amato         |
|    | Italia (bandiera)    | C     | Vasco Dugini         |
|    | Italia (bandiera)    | A     | Fabio Enzo           |
|    | Italia (bandiera)    | C     | Renzo Fantazzi       |

| N. |                   | Ruolo | Calciatore       |
| -- | ----------------- | ----- | ---------------- |
|    | Italia (bandiera) | A     | Paolo Ferrario   |
|    | Italia (bandiera) | D     | Alvaro Gasparini |
|    | Italia (bandiera) | P     | Gastone Giacinti |
|    | Italia (bandiera) | C     | Leonello Leoni   |
|    | Italia (bandiera) | D     | Attilio Maldera  |
|    | Italia (bandiera) | A     | Corrado Marmo    |
|    | Italia (bandiera) | A     | Luciano Paganini |
|    | Italia (bandiera) | D     | Francesco Scorsa |
|    | Italia (bandiera) | A     | Gino Stacchini   |
|    | Italia (bandiera) | D     | Giancarlo Vasini |
|    | Italia (bandiera) | C     | Vittorio Zanetti |

## Risultati

### Serie B

#### Girone di andata
| 14 settembre 1969 1ª giornata | Reggina | 0 – 0 | Cesena |  |

| 21 settembre 1969 2ª giornata | Catanzaro | 1 – 0 | Cesena |  |

| 28 settembre 1969 3ª giornata | Cesena | 2 – 1 | Como |  |

| 22 settembre 1946 4ª giornata | Varese | 1 – 0 | Cesena |  |

| 12 ottobre 1969 5ª giornata | Cesena | 1 – 1 | Reggiana |  |

| 19 ottobre 1969 6ª giornata | Foggia | 2 – 0 | Cesena |  |

| 26 ottobre 1969 7ª giornata | Cesena | 2 – 2 | Taranto |  |

| 2 novembre 1969 8ª giornata | Cesena | 0 – 1 | Monza |  |

| 16 novembre 1969 9ª giornata | Genoa | 1 – 2 | Cesena |  |

| 23 novembre 1969 10ª giornata | Cesena | 1 – 0 | Piacenza |  |

| 30 novembre 1969 11ª giornata | Cesena | 0 – 0 | Atalanta |  |

| 7 dicembre 1969 12ª giornata | Mantova | 1 – 0 | Cesena |  |

| 14 dicembre 1969 13ª giornata | Pisa | 3 – 1 | Cesena |  |

| 21 dicembre 1969 14ª giornata | Cesena | 0 – 1 | Catania |  |

| 28 dicembre 1969 15ª giornata | Cesena | 1 – 1 | Ternana |  |

| 4 gennaio 1970 16ª giornata | Modena | 0 – 0 | Cesena |  |

| 11 gennaio 1970 17ª giornata | Cesena | 0 – 0 | Livorno |  |

| 18 gennaio 1970 18ª giornata | Perugia | 1 – 0 | Cesena |  |

| 25 gennaio 1970 19ª giornata | Cesena | 1 – 0 | Arezzo |  |

#### Girone di ritorno
| 1º febbraio 1970 20ª giornata | Cesena | 2 – 2 | Reggina |  |

| 8 febbraio 1970 21ª giornata | Cesena | 2 – 0 | Catanzaro |  |

| 15 febbraio 1970 22ª giornata | Como | 0 – 0 | Cesena |  |

| 22 febbraio 1970 23ª giornata | Cesena | 1 – 1 | Varese |  |

| 1º marzo 1970 24ª giornata | Reggiana | 0 – 0 | Cesena |  |

| 8 marzo 1970 25ª giornata | Cesena | 0 – 0 | Foggia |  |

| 15 marzo 1970 26ª giornata | Taranto | 1 – 1 | Cesena |  |

| 22 marzo 1970 27ª giornata | Monza | 1 – 0 | Cesena |  |

| 5 aprile 1970 28ª giornata | Cesena | 0 – 1 | Genoa |  |

| 12 aprile 1970 29ª giornata | Piacenza | 1 – 1 | Cesena |  |

| 19 aprile 1970 30ª giornata | Atalanta | 0 – 0 | Cesena |  |

| 26 aprile 1970 31ª giornata | Cesena | 1 – 1 | Mantova |  |

| 3 maggio 1970 32ª giornata | Cesena | 1 – 2 | Pisa |  |

| 10 maggio 1970 33ª giornata | Catania | 0 – 0 | Cesena |  |

| 17 maggio 1970 34ª giornata | Ternana | 0 – 0 | Cesena |  |

| 24 maggio 1970 35ª giornata | Cesena | 2 – 1 | Modena |  |

| 31 maggio 1970 36ª giornata | Livorno | 0 – 1 | Cesena |  |

| 7 giugno 1970 37ª giornata | Cesena | 2 – 0 | Perugia |  |

| 14 giugno 1970 38ª giornata | Arezzo | 0 – 0 | Cesena |  |

## Statistiche

### Statistiche di squadra
| Competizione | Punti | In casa | In casa | In casa | In casa | In casa | In casa | In trasferta | In trasferta | In trasferta | In trasferta | In trasferta | In trasferta | Totale | Totale | Totale | Totale | Totale | Totale | DR |
| Competizione | Punti | G       | V       | N       | P       | Gf      | Gs      | G            | V            | N            | P            | Gf           | Gs           | G      | V      | N      | P      | Gf     | Gs     | DR |
| ------------ | ----- | ------- | ------- | ------- | ------- | ------- | ------- | ------------ | ------------ | ------------ | ------------ | ------------ | ------------ | ------ | ------ | ------ | ------ | ------ | ------ | -- |
| Serie B      | 35    | 19      | 6       | 9       | 4       | 19      | 15      | 19           | 2            | 10           | 7            | 6            | 13           | 38     | 8      | 19     | 11     | 25     | 28     | -3 |
| Coppa Italia | 3     | 2       | 0       | 1       | 1       | 1       | 3       | 1            | 1            | 0            | 0            | 1            | 0            | 3      | 1      | 1      | 1      | 2      | 3      | -1 |
| Totale       |       | 21      | 6       | 10      | 5       | 20      | 18      | 20           | 3            | 10           | 7            | 7            | 13           | 41     | 9      | 20     | 12     | 27     | 31     | -4 |

### Statistiche dei giocatori
| Giocatore     | Serie B  | Serie B | Coppa Italia | Coppa Italia | Totale   | Totale |
| Giocatore     | Presenze | Reti    | Presenze     | Reti         | Presenze | Reti   |
| ------------- | -------- | ------- | ------------ | ------------ | -------- | ------ |
| P. Ammoniaci  | 34       | 0       | ?            | ?            | 34+      | 0+     |
| A. Bernardini | 1        | 0       | ?            | ?            | 1+       | 0+     |
| F. Bonini     | 18       | 0       | ?            | ?            | 18+      | 0+     |
| G. Cantelli   | 1        | 0       | ?            | ?            | 1+       | 0+     |
| M. Capecchi   | 7        | 0       | ?            | ?            | 7+       | 0+     |
| L. Carniglia  | 9        | 0       | ?            | ?            | 9+       | 0+     |
| G. Ceccarelli | 33       | 0       | ?            | ?            | 33+      | 0+     |
| P. Cimpiel    | 27       | -22     | ?            | ?            | 27+      | -22+   |
| V. D'Amato    | 3        | 1       | ?            | ?            | 3+       | 1+     |
| V. Dugini     | 17       | 0       | ?            | ?            | 17+      | 0+     |
| F. Enzo       | 27       | 8       | ?            | ?            | 27+      | 8+     |
| R. Fantazzi   | 25       | 0       | ?            | ?            | 25+      | 0+     |
| P. Ferrario   | 31       | 10      | ?            | ?            | 31+      | 10+    |
| A. Gasparini  | 23       | 0       | ?            | ?            | 23+      | 0+     |
| G. Giacinti   | 12       | -6      | ?            | ?            | 12+      | -6+    |
| L. Leoni      | 19       | 0       | ?            | ?            | 19+      | 0+     |
| A. Maldera    | 18       | 0       | ?            | ?            | 18+      | 0+     |
| C. Marmo      | 35       | 5       | ?            | ?            | 35+      | 5+     |
| L. Paganini   | 6        | 0       | ?            | ?            | 6+       | 0+     |
| F. Scorsa     | 31       | 0       | ?            | ?            | 31+      | 0+     |
| G. Stacchini  | 14       | 0       | ?            | ?            | 14+      | 0+     |
| G. Vasini     | 23       | 1       | ?            | ?            | 23+      | 1+     |
| V. Zanetti    | 28       | 0       | ?            | ?            | 28+      | 0+     |